# Rivière Qijuttuuq
La rivière Qijuttuuq est un affluent de la rive sud de la rivière aux Feuilles dont les eaux coulent vers l'est et se jettent dans le lac aux Feuilles, lequel se connecte par un détroit au littoral ouest de la baie d'Ungava. La rivière Qijuttuuq coule dans le territoire non organisé de Rivière-Koksoak, dans la région du Nunavik, dans la région administrative du Nord-du-Québec, au Québec, au Canada.

## Géographie
Les bassins versants voisins de la rivière Qijuttuuq sont :
- côté nord : rivière aux Feuilles ;
- côté est : Rivière Kuugaapik, rivière Potier ;
- côté sud : lac Duvert, rivière Potier ;
- côté ouest : rivière Nedlouc.

La rivière Qijuttuuq prend ses sources d'un ensemble de plans d'eau situés à :
- l'ouest du lac Duvert dont l'émissaire est la rivière Potier laquelle coule vers le sud-ouest et fait partie du bassin versant de la rivière aux Mélèzes ;
- l'est de la rivière Nedlouc.

La rivière Qijuttuuq prend sa source d'un petit plan d'eau de tête (altitude : 358 m).
La rivière Qijuttuuq coule à priori sur 35,6 km vers le nord-ouest en traversant plusieurs plans d'eau et en contournant vers l'ouest le lac Duvert. Dans ce segment, la rivière s'approvisionne de la décharge du lac Suluppaugalik (venant de l'ouest ; altitude : 252 m). La rivière Qijuttuuq poursuit son cours vers le nord-est, puis 30,8 km vers le nord et finalement 16,6 km vers le nord-ouest.
Au terme de son cours, la rivière Qijuttuuq se déverse sur la rive sud de la rivière aux Feuilles en amont de l'embouchure de la rivière Kuugaapik.

## Toponymie
Le toponyme rivière Qijuttuuq a été officialisé le 10 février 1971 à la Commission de toponymie du Québec.